# Elmo di Scanderbeg

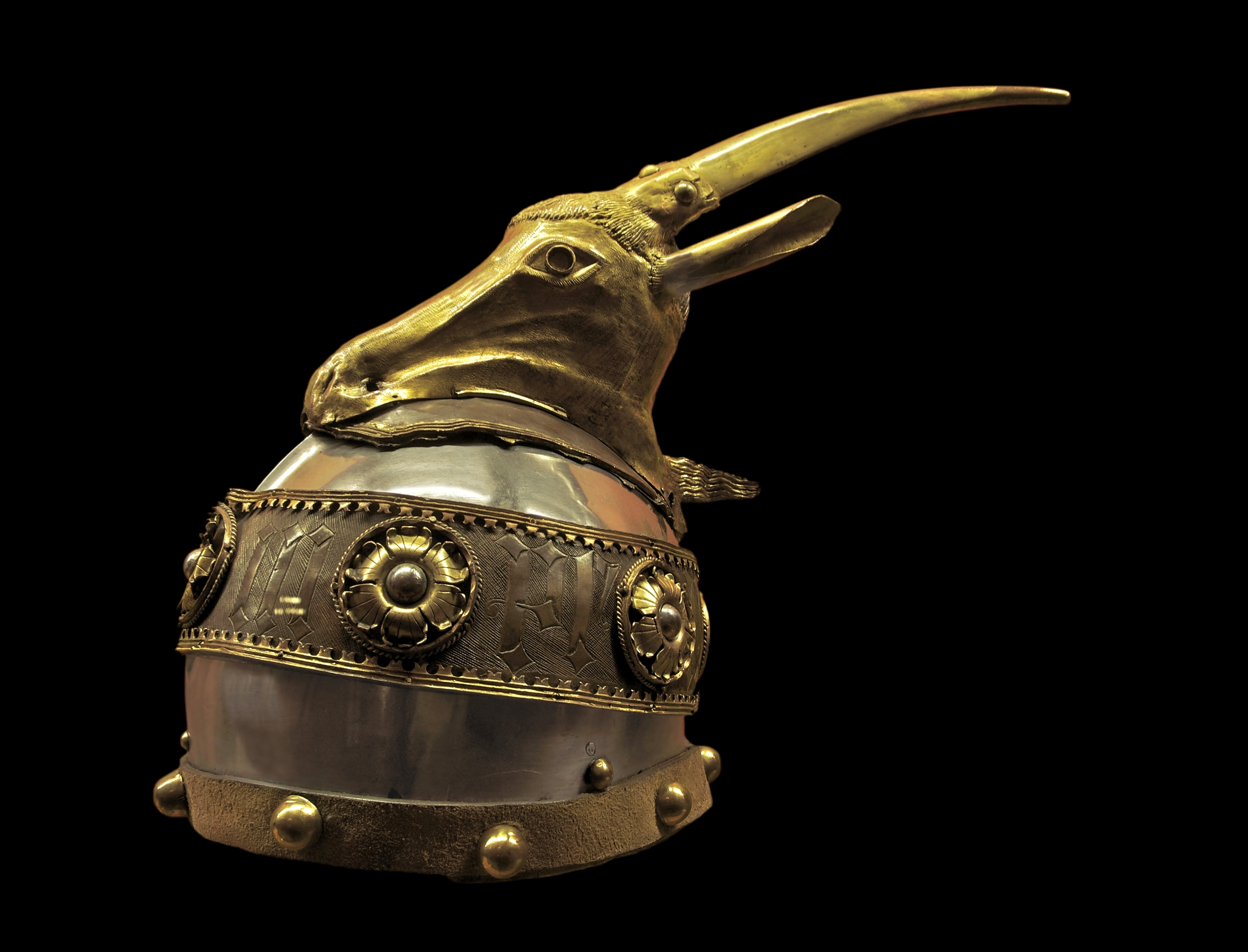
L'elmo a Vienna

L'elmo di Scanderbeg, o corona di Scanderbeg, è l'elmo con cui fu incoronato Giorgio Castriota Scanderbeg, condottiero e patriota albanese del XV secolo.

## Storia

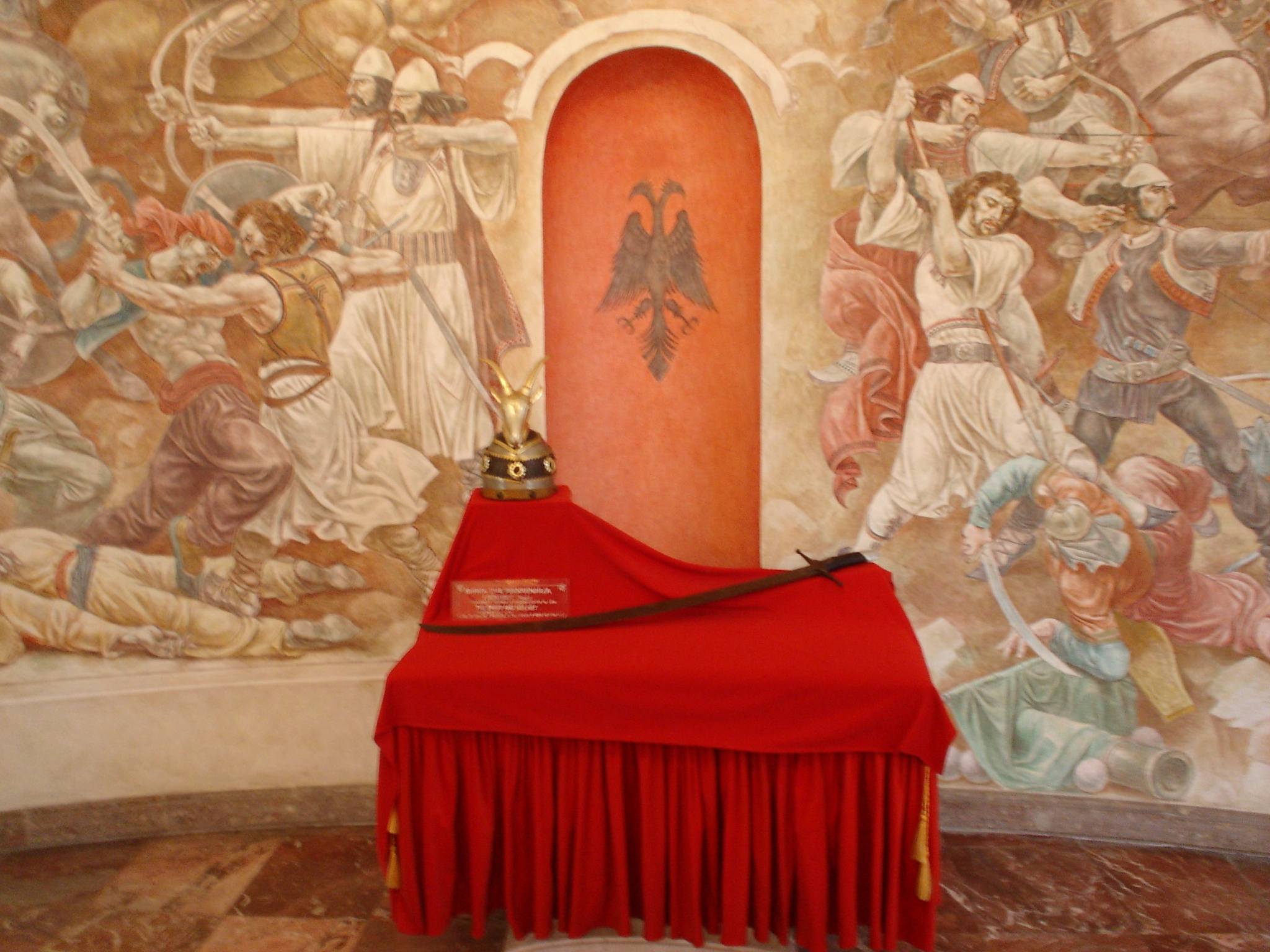
Le repliche di elmo e spada presso il Museo Scanderbeg di Kruja

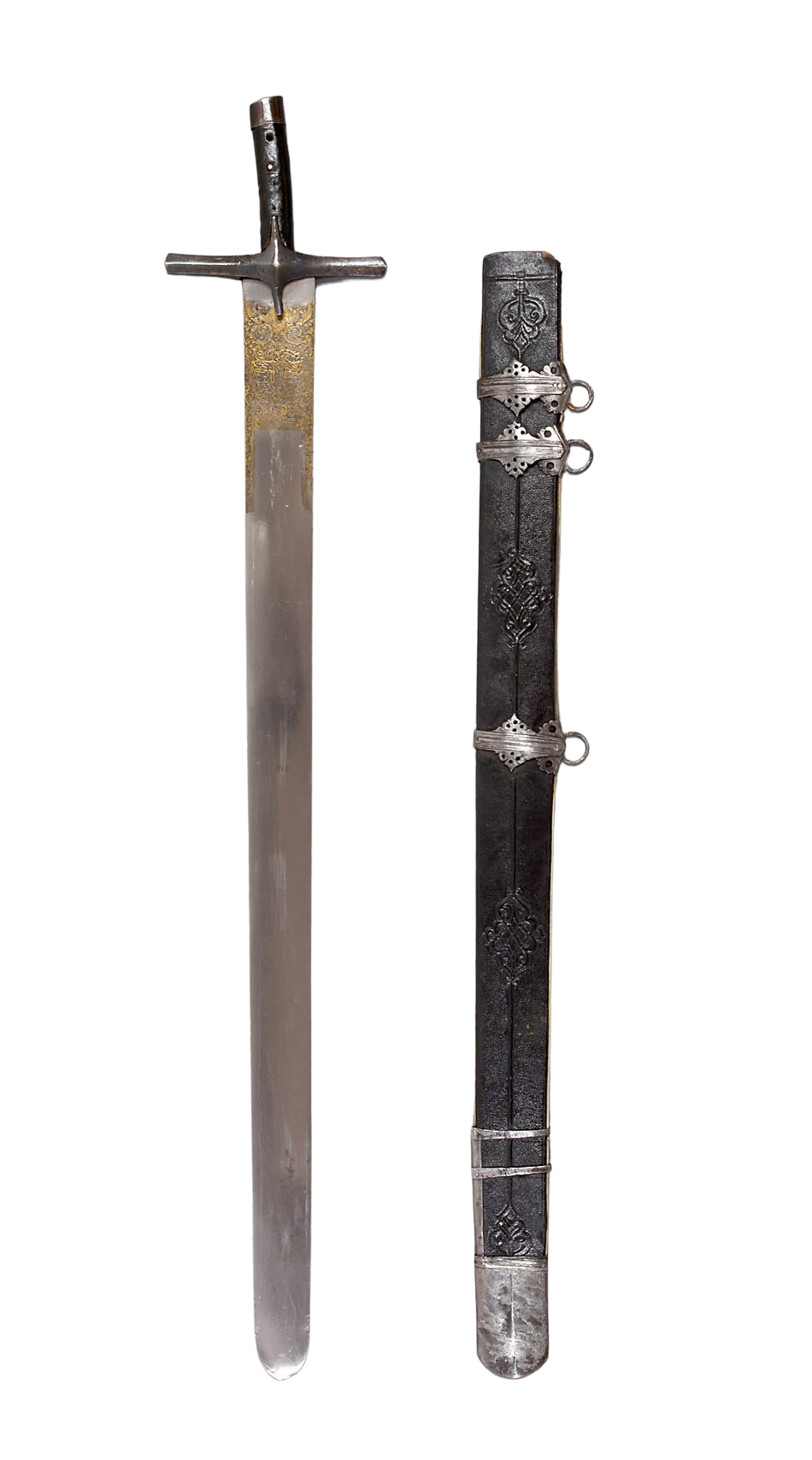
La spada di Scanderbeg

La tradizione vuole che l'elmo sia stato creato per Giorgio Castriota Scanderbeg, principe di Albania dal 1444 alla sua morte nel 1468, considerato il fondatore dello stato albanese dopo che questi ebbe liberato l'Albania dall'occupazione ottomana.
Nel 1478 l'Albania venne riconquistata dagli ottomani, che non erano soliti indossare corone specifiche per i loro possedimenti, e l'elmo di Skanderbeg venne venduto dai suoi discendenti ad una famiglia nobile italiana. L'elmo e una spada di Scanderbeg successivamente furono acquistati dall'arciduca Ferdinando II d'Austria, ed esposti dapprima presso il Castello di Ambras, in Tirolo, mentre dal 1806 trasferiti alla Tesoreria imperiale di Vienna. Oggi sono esposti al Neue Burg presso la collezione d'Armi e Armeria a Vienna.
Nel 1931 re Zog I di Albania si recò a Vienna per tentare di rimpatriare l'elmo, probabilmente in vista di una sua successiva incoronazione, ma questo progetto non ebbe seguito. Per l'incoronazione dei re albanesi, ad ogni modo, vennero realizzate delle copie di questa stessa corona, di cui le più rilevanti si trovano presso il Museo Scanderbeg di Kruja e il Museo storico nazionale di Tirana.
Nel 2012, in occasione del centenario dell'indipendenza dell'Albania, l'elmo e la spada sono stati dati in prestito al Museo storico nazionale di Tirana.

## Caratteristiche
L'elmo è costituito principalmente da metallo chiaro, con una grande striscia dorata che sembra avvolgerlo. In cima all'elmo si nota la testa di una capra con due lunghe corna, anch'esse rivestite in oro. Nella striscia dorata in fondo sono incise le lettere accoppiate * IN * PE * RA * TO * RE * BT *, che sarebbero abbreviazioni per Ihezus Nazarenus * Principi Emathie * Regi Albaniae * Terrori Osmanorum * Regi Epirotarum * Benedictat Te, che tradotto dà: "Gesù nazareno benedice [Scanderbeg], principe di Mat, re dell'Albania, terrore degli ottomani, re dell'Epiro".
Alcuni studiosi legano il simbolo della capra all'elmo di Alessandro Magno, visto che il Castriota era un ammiratore di quest'ultimo, e aveva ricevuto anche l'onore dell'appellativo di Principe Alessandro (İskender Beg) quando era ancora suddito ottomano. È probabile che anche la figura di Pirro sia stata usata da Scanderbeg come esempio.

## Figura araldica
L'elmo figura nell'attuale stemma dell'Albania.

L'elmo di Skanderbeg sovrasta lo stemma dell'Albania

Nell'araldica militare italiana l'elmo di Scanderbeg d'oro, spesso posto sui colori tradizionali albanesi, nero e rosso, è il simbolo concesso alle unità che hanno combattuto nella campagna italiana di Grecia durante la seconda guerra mondiale.